# Чемпіонат Білорусі з хокею 1993
Чемпіонат Білорусі з хокею 1993 — 1-й розіграш чемпіонату Білорусі. У чемпіонаті брали участь чотири клуби.

## Підсумкова таблиця
| М  | Команда       | І  | В | Н | П  | Ш      | О  |
| -- | ------------- | -- | - | - | -- | ------ | -- |
| 1. | Тівалі Мінськ | 12 | 9 | 1 | 2  | 88:23  | 19 |
| 2. | Німан Гродно  | 12 | 8 | 2 | 2  | 43:25  | 18 |
| 3. | Хімік         | 12 | 5 | 1 | 6  | 47:40  | 11 |
| 4. | Хімік ІІ      | 12 | 0 | 0 | 12 | 21:111 | 0  |